# Natan Jurkovitz
Natan Jurkovitz (nacido el 4 de abril de 1995 en Poitiers) es un jugador de baloncesto francés de ascendencia suiza que actualmente pertenece a la plantilla del Hapoel Be'er Sheva B.C. de la Ligat Winner. Con 1,99 metros de altura puede jugar tanto en la posición de Escolta como en la de Alero. Es internacional absoluto con Suiza.

## High School
Se formó en el Lake Oswego High School, situado en Lake Oswego, Oregón. Jugó 16 partidos con los Lakers de Lake Oswego, promediando 1,8 puntos.

## Trayectoria profesional

### Inicios
Su primera experiencia como profesional fue en el Villars Basket de la LNB (2ª división suiza), donde estuvo dos temporadas (2013-2014 y 2014-2015).
A final de la temporada 2014-2015, recibió una mención honorable LNB por Eurobasket.com.

### Fribourg Olympic
El 25 de junio de 2015, el Fribourg Olympic, anunció su fichaje por tres temporadas. En 2016, se proclamó campeón de la Copa Suiza de Baloncesto, de la LNA y de la Supercopa Suiza de Baloncesto.
En su primera temporada (2015-2016), jugó 15 partidos de liga y 12 de play-offs, promediando en liga 5,7 puntos (64,8 % en tiros de 2 y 68,2 % en tiros libres), 5,9 rebotes, 1,3 asistencias y 1,5 robos en 17,3 min, mientras que en play-offs promedió 4,4 puntos (66,7 % en tiros de 2, 42,9 % en triples y 53,3 % en tiros libres), 3,6 rebotes, 1 asistencia y 1 robo en 11 min.
En verano de 2020, firma con el Hapoel Be'er Sheva B.C. de la Ligat Winner, para disputar la temporada 2020-21.

## Selección Suiza

### Absoluta
Debutó con la selección de baloncesto de Suiza en la Clasificación para el EuroBasket 2017, celebrado entre Finlandia, Israel, Rumania y Turquía, no logrando Suiza clasificarse.
Jugó 5 partidos con un promedio de 2,8 puntos (50% en tiros libres) y 2,8 rebotes en 10 min de media.